# Delphinium nuttallianum
Delphinium nuttallianum, l'esperó de cavaller de dos lòbuls o esperó de cavaller de Nuttall, és una planta herbàcia perenne i verinosa de la família de les ranunculàcies (Ranunculaceae), originària de l'oest d'Amèrica del Nord.

## Descripció

### Sistema vegetatiu
Aquesta planta només té una tija no ramificada, generalment de 10 a 50 cm d'alçada (però pot superar els 70 cm), sovint vermellós a la base. Aquesta tija té poques fulles i es recol·lecta principalment cap al fons de la planta.
Les seves fulles fan 7,5 cm d'amplada de mitjana, són molt arrodonides i dividides en 7 a 25 lòbuls estrets pedats, d'uns 6 o 7 mm d'amplada.

### Sistema reproductor
La floració es produeix entre març i juny. A continuació, la tija desenvolupa un raïm bilateral de flors blaves o de color blau violaci, de vegades tendeixen a ser a malves.
Cada flor, de 2,5 cm de diàmetre de mitjana, té un calze format per 5 sèpals blaus, amb ratlles de color blau fosc, de forma ovalada. El sèpal més alt té un esperó cap enrere d’1,5-2,5 cm de llarg. La corol·la té 4 pètals de color blau, violaci o blanc, amb ratlles de color blau fosc, d'uns 5 mm de llargada. Els dos pètals superiors formen un esperó, que produeix nèctar, allotjat a l'esperó format pel sèpal superior. Els dos pètals inferiors tenen pèls blancs o més rarament grocs.
Els fruits són fol·licles erectes, en grups de tres, de 0,7-2,2 cm de llarg.
La fórmula cromosòmica és, en aquesta espècie, 2 n = 16.

## Distribució i hàbitat
Aquesta planta creix en terrenys ben drenats, a clarianes de boscos de coníferes (especialment en associació amb Pinus contorta o Pinus ponderosa), a la vora dels rius o prats, o en zones desèrtiques (especialment en associació amb Artemisia tridentata).
La seva àrea de distribució es troba a l’oest del continent nord-americà: s'estén des de la Colúmbia Britànica (Canadà) fins al nord de Califòrnia (Estats Units) i no s'estén cap a l'est de Colorado, Nebraska, Wyoming o Montana.
Creix des del nivell del mar fins a superar els 3.000 m d'altitud.

## Paper ecològic
Delphinium nuttallianum és una espècie tòxica per als herbívors i els humans. La toxicitat es deu a diversos alcaloides, inclosa la delfinina i l'ajacina. Els símptomes de la intoxicació són una sensació d'ardor als llavis i a la boca, vòmits i diarrees intenses, espasmes i debilitat muscular, pols feble i paràlisi dels músculs respiratoris.
El seu esperó nectari produeix nèctar, en particular per al benefici dels colibrís.

## Taxonomia
Delphinium nuttallianum va ser descrita pel botànic alemany George August Pritzel i publicat pel seu compatriota Wilhelm Gerhard Walpers a Repertorium Botanices Systematicae. 1(4): 744, a l'any 1842.
Etimologia
Vegeu: Delphinium
nuttallianum: epítet en honor del botànic, ornitòleg, zoòleg i conservador anglès del Jardí Botànic de Harvard Thomas Nuttall (1786-1859).
Sinonímia
- Delphinastrum nelsonii (Greene) Nieuwl.
- Delphinium bicolor var. nelsonii (Greene) K.C. Davis
- Delphinium dumetorum Greene
- Delphinium helleri Rydb.
- Delphinium leonardii Rydb.
- Delphinium lineapetalum subsp. klickitatense Ewan
- Delphinium menziesii var. fulvum A. Nelson & J.F. Macbr.
- Delphinium menziesii var. pauciflorum Huth
- Delphinium menziesii var. utahense S. Watson
- Delphinium nelsonii subsp. utahense (S. Watson) Ewan
- Delphinium pauciflorum Nuttall in J. Torrey & A. Gray
- Delphinium pinetorum Tidestr.
- Delphinium sonnei Greene
- Delphinium venenosum A. Nelson[9]

Varietats
El 1964, el zoòleg i botànic estatunidenc Charles Leo Hitchcock va descriure diverses subespècies:
- Delphinium nuttallianum var. fulvum
- Delphinium nuttallianum var. levicaule
- Delphinium nuttallianum var. lineapetalum
- Delphinium nuttallianum var. nuttallianum
- Delphinium nuttallianum var. pilosum

Aquestes varietats no es reconeixen generalment: Delphinium nuttallianum var. fulvum i Delphinium nuttallianum var. levicaule es considera sinònim de Delphinium nuttallianum, Delphinium nuttallianum var. lineapetalum que pertany a l'espècie Delphinium lineapetalum Ewan i Delphinium nuttallianum var. pilosum a l'espècie Delphinium bicolor.
Hibridació
Una hibridació és possible entre Delphinium nuttallianum i les espècies Delphinium andersonii, Delphinium depauperatum (Delphinium × Burke Greene), Delphinium distichum (Delphinium × diversicolor Rydberg), Delphinium nudicaule, i Delphinium polycladon.

## LaDelphinium nuttallianumi l'home
Els nadius americans d'Okanagan utilitzaven les flors per pintar de blau les fletxes i altres objectes petits.
Els pètals o la flor són utilitzats pels indis Shuswap i Navajo com a decoració durant les cerimònies.